# Y Not
Y Not ist das 30. Album, beziehungsweise das 16. Studioalbum von Ringo Starr nach der Trennung der Beatles. Es wurde am 26. Februar 2010 in Europa (USA: 12. Januar 2010) veröffentlicht.

## Entstehungsgeschichte
Ringo Starr trennte sich während der Aufnahmen zu Liverpool 8 von seinem langjährigen Produzenten Mark Hudson, so dass er erstmals bei einem Studioalbum als leitender Produzent tätig wurde. Als Koproduzenten wählte Starr Bruce Sugar, der zuvor bei Liverpool 8 als Toningenieur mitwirkte.
Obwohl Ringo Starr nach der Fertigstellung des Studioalbums Liverpool 8 das Ende der Zusammenarbeit mit seiner Begleitband The Roundheads verkündete, spielte Steve Dudas auf dem Album weiterhin Gitarre und Ringo Starr komponierte mit Gary Burr das Lied Can’t Do It Wrong.
Die Aufnahmezeiten für das Album sind nicht dokumentiert, sie erstreckten sich wahrscheinlich über das Jahr 2009. An diesem Album waren wiederum prominente Musiker wie Paul McCartney, Joe Walsh, David A. Stewart und Joss Stone beteiligt. Es wirkten ebenfalls (ehemalige) Mitglieder der All-Starr Band wie Richard Marx, Billy Squier und Edgar Winter mit.
Ringo Starr war bei jedem der zehn Lieder Mitkomponist. Alle Kompositionen der Lieder entstanden laut Aussage von Ringo Starr im Studio. Auf dem Album wurden zwei Duette veröffentlicht, Who’s Your Daddy mit Joss Stone, die auch Mitkomponistin war, und Walk with You mit Paul McCartney, der auch Bass bei dem Lied Peace Dream spielte, das von den Vorstellungen von John Lennon und Ringo Starr über den Frieden handelt. Das Lied Y Not beinhaltet musikalische Reverenzen an George Harrison. Everyone Wins ist eine Neuaufnahme eines Liedes, das im September 1992 auf der CD-Single Don’t Go Where the Road Don’t Go in Deutschland veröffentlicht wurde. Das Lied The Other Side of Liverpool ist die zweite Hommage nach Liverpool 8 vom gleichnamigen Album an Starrs Heimatstadt mit teilweise autobiografischen Text.
Y Not ist das erste Album von Ringo Starr, das bei Universal Music Group erschien. In den USA erreichte Y Not die zweithöchste Chartplatzierung seit Ringo’s Rotogravure, das im Jahre 1976 erschien.

## Covergestaltung
Das Cover entwarf Ringo Starr. Die Coverfotos stammen von Rob Shanahan und Ringo Starr. Der CD liegt ein bebildertes vierseitiges Begleitheft bei, das Informationen zum Album enthält.

## Titelliste
1. Fill in the Blanks (Joe Walsh/Richard Starkey a) – 3:14
2. Peace Dream (Gary Nicholson/Gary Wright/Richard Starkey) – 3:34
3. The Other Side of Liverpool (David A. Stewart/Richard Starkey) – 3:23
4. Walk with You (Van Dyke Parks/Richard Starkey) – 4:42
5. Time (David A. Stewart/Richard Starkey) – 3:49
6. Everyone Wins (Richard Starkey/Johnny Warman) – 3:54
7. Mystery of the Night (Richard Marx/Richard Starkey) – 4:05
8. Can’t Do It Wrong (Gary Burr/Richard Starkey) – 3:45
9. Y Not (Glen Ballard/Richard Starkey) – 3:49
10. Who’s Your Daddy (Joss Stone/Richard Starkey) – 2:29

## Wiederveröffentlichungen
Die CD-Veröffentlichung aus dem Jahr 2010 wurde bisher nicht neu remastert.

## Single-Auskopplungen
Die einzige Singleauskopplung Walk with You erschien vorab am 21. Dezember 2009 als Download-Single. In den USA wurde eine Promo-CD mit dem Lied Walk with You an die Radiostationen verteilt. Die Charts erreichte das Lied nie.

## Chartplatzierungen
| ChartsChartplatzierungen       | Höchstplatzierung | Wochen |
| ------------------------------ | ----------------- | ------ |
| Deutschland (GfK)              | 75 (1 Wo.)        | 1      |
| Vereinigte Staaten (Billboard) | 58 (2 Wo.)        | 2      |

## Sonstiges
Eine Veröffentlichung im LP-Format erfolgte erstmals wieder seit dem Album Time Takes Time, das im Jahre 1992 veröffentlicht wurde.